# いるか座イプシロン星
いるか座ε星（いるかざイプシロンせい、ε Delphini, 略称ε Del、固有名Aldulfin[ælˈdʌlfən]）は、いるか座の4等星。青白い巨星であり、孤立している。

## 名称
いるか座イプシロン星という名称はバイエル命名法に基づく。
いるか座イプシロン星はもともとアラビアで伝統的にðanab ad-dulfīn(Dzaneb al Delphin)と呼ばれており、Calendarium of Al Achsasi Al Mouakketにその名前が見られた。これは後にラテン語でCauda Delphiniと訳され、これはイルカの尾を表す。
2017年9月5日、国際天文学連合の恒星の命名に関するワーキンググループ (Working Group on Star Names, WGSN) は、いるか座ε星の固有名として、Aldulfin を正式に承認した。
イルカの尾の位置にあると考えられたため、アラビア語で「尾」を意味する「デネブ」と呼ばれたこともあるが、はくちょう座α星など他の「デネブ」と区別するため「デネブ・ダルフィム (Deneb Dulfim)」と呼ばれることもあった。
中国語ではいるか座ε星は敗瓜(Bài Guā)というアステリズムの一員であり、腐ったヒョウタンを意味する。このアステリズムではいるか座ε星の他にいるか座η星、いるか座θ星、いるか座ι星、いるか座κ星から成る。いるか座ε星自体は敗瓜一 (Bài Guā yī)と呼ばれた。リチャード・ヒンクリー・アレンは瓜をメロンと訳し、Pae Chaouと呼んだ。

## 特徴
いるか座ε星は宇宙塵により視等級が0.11減光している。この恒星は視線速度が約-19km/sであり、太陽の方にだんだん近づいている。
この恒星はB型巨星またはB型準巨星であり、スペクトル分類はB6IIIまたはB6IVである。半径は太陽の4.6倍、光度は太陽の676倍、有効温度は13614Kである。また、この恒星はわずかに変光しており、最大で視等級は3.95になる。自転速度は約52km/sである。